# 촌락공동체

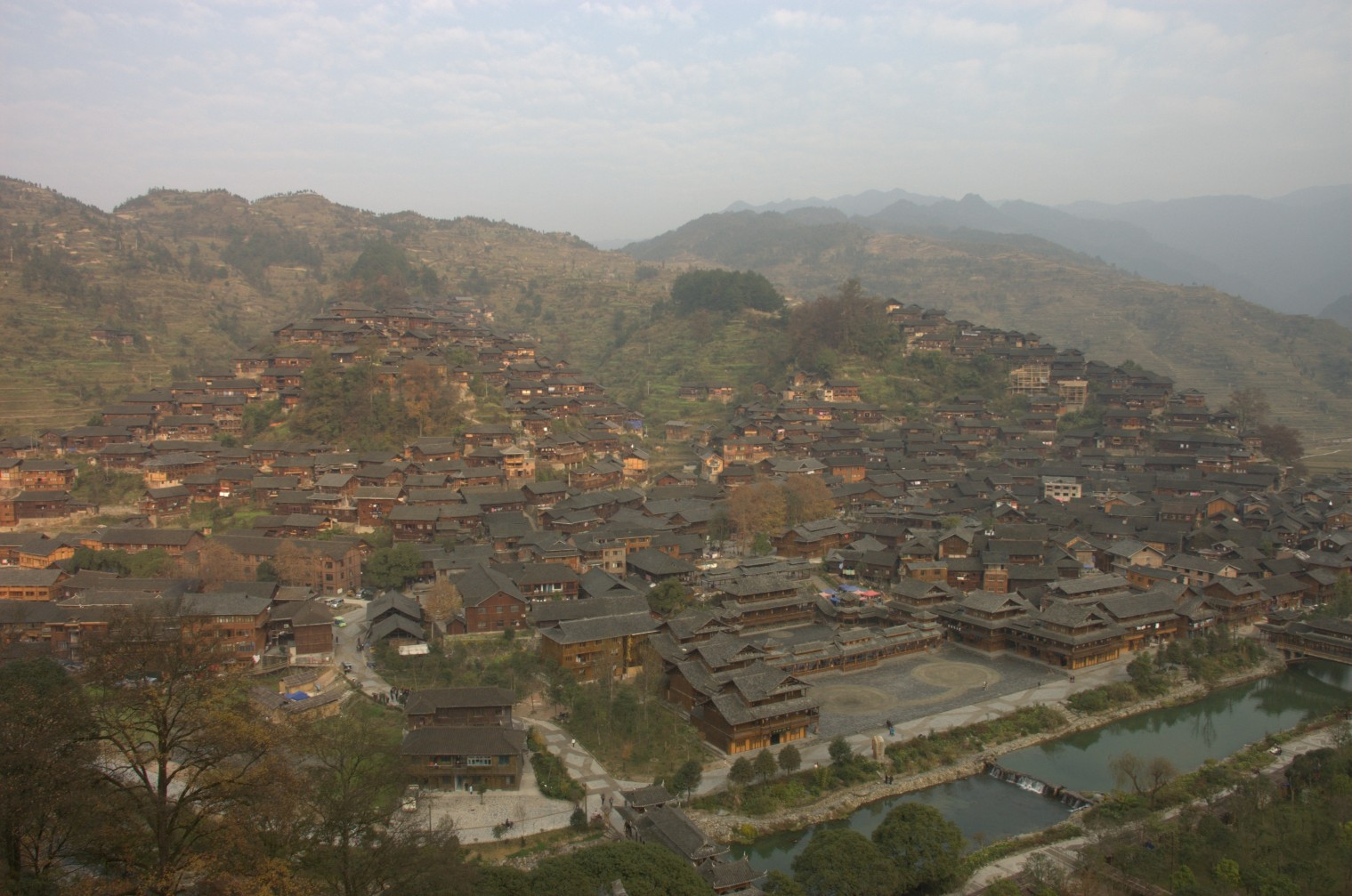

촌락공동체(村落共同體)의 연구는 고대의 제도적 역사를 논하는 중요한 방식들 가운데 하나가 되고 있다.
중석기시대에서 신석기시대로 이행하여 농경이 개시되자 촌락이 형성된다. 최초의 토지 점유 형태는 혈연집단에 의한 공유였다. 그리하여 혈연집단의 공동작업에 의한 노동이 실시되었다. 원시농경부락에 있어서의 생산력 증가에 따라서 공유지의 일부는 택지나 채원지(菜園地)로서 차츰 혈연집단의 사유지로 화하여 부계적(父系的)으로 상속된다. 또한 촌락에는 차츰 비(非)혈연집단의 사람도 들어와서 지연적(遲延的) 공동체로 변화했고, 공유지는 지연적 공동체의 관리 아래 놓여진다. 이와 같은 촌락공동체의 공동노동은 관개망(灌漑網)의 정비 확충을 위해서 이용되어 곡물 생산은 비약적으로 증가한다. 그리하여 인구 증가, 직업의 분화가 이루어진다. 또한 대규모의 치수 관개 시설을 건설할 필요에서 촌락공동체의 결합이 이루어지고, 도시국가나 노모스(nomos)가 탄생한다. 이렇게 하여 촌락공동체는 국가의 일부가 되고 드디어 지배자의 출현과 함께 지배의 대상이 된다.

## 근대
원시공동사회에 있어서는 토지가 촌락에 의해 공동으로 소유되어 있었으나, 사유재산제의 발달에 따라 사유지가 형성되었다. 촌락공동체란 이와 같이 한편으로는 사유지를 가지면서 다른 한편으로는 공동의 토지에 의한 생산활동을 빼놓을 수 없는 상황하에서의 촌락을 가리켜 말하는 것이다. 근대에 있어서는 농가가 각기 자립적으로 생산을 행하고 공동체가 소유하는 토지에 의존할 필요가 없게 됨으로써 공동체의 해체가 진전된다. 흔히 근대사회에 있어서 주체적인 개인이 탄생된다고 말하고 있는데, 그 의미의 하나는 바로 공동의 토지 소유와 그에 입각한 공동체 규제를 특징으로 한 공동체의 해체를 의미하고 있는 것이다.공동체가 소유하는 공동의 토지는 여러 가지 형태가 있다. 농지소유에 있어서 일시적이고 일정 기간마다 바꾸어지는 형태가 있는가 하면, 영구적일지라도 그 토지를 경작에 적합하도록 유지 관리할 때 공동노동을 한다는 점에서 공동의 토지로 간주되는 형태가 있고, 또한 모든 토지는 국왕(國王)의 것이라는 왕토(王土)사상에 근거한 형태 등도 있다.